# Los Angeles Street

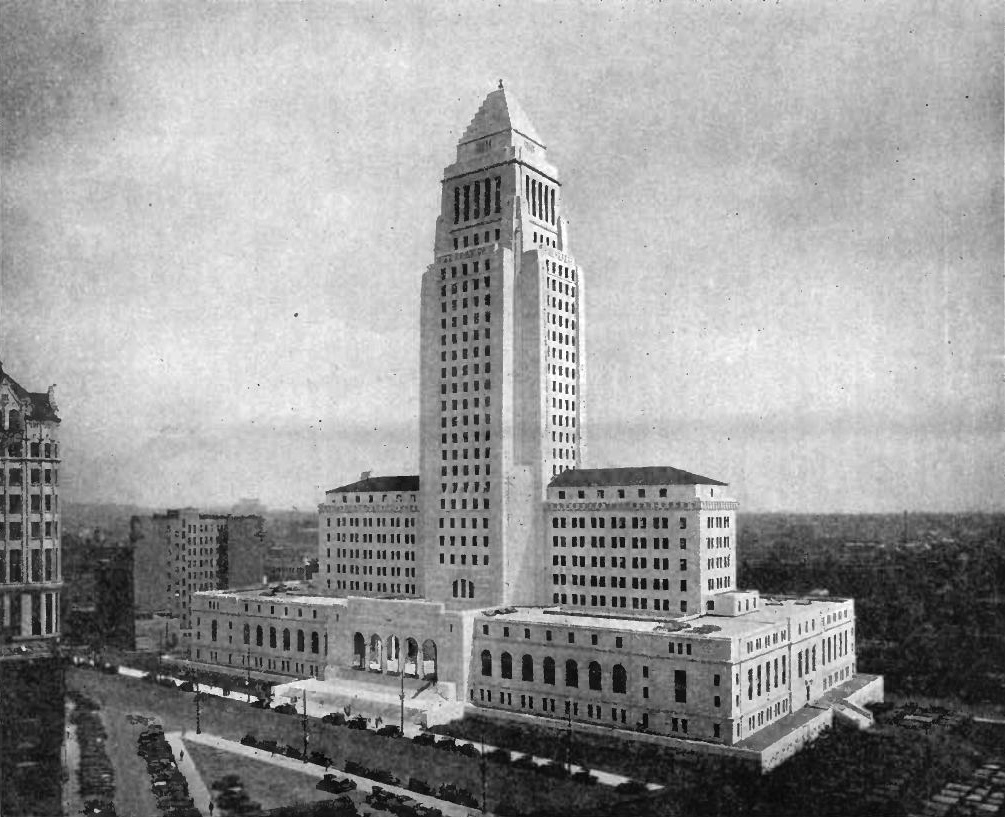
Il Municipio di Los Angeles

La Los Angeles Street è una strada storica nella Downtown di Los Angeles.
La porzione principale della strada inizia all'altezza del 23-esima strada a sud della Interstate 10. Attraversa dapprima il quartiere Fashion District e poi il distretto di Little Tokyo passando tra il quartier generale del Los Angeles Police Department ed il Municipio di Los Angeles.
La strada termina sulla Alameda Street a nord della autostrada U.S. Route 101 nei pressi della Olvera Street.
Altre due porzioni della Los Angeles Street corrono da Slauson Avenue a 59th place e dalla 122-esima strada alla 124-esima nei pressi di Willowbrook.
Il primo quotidiano di Los Angeles, il Los Angeles Star, veniva stampato in una tipografia che si trovava sulla Los Angeles Street al tempo chiamata Calle Zanja Madre.

## Punti di interesse
- Municipio di Los Angeles
- Museo cinese americano